# Alfred Mombert
Alfred Mombert, né le 6 février 1872 à Karlsruhe et mort le 8 avril 1942 à Winterthour, est un poète allemand.

## Biographie

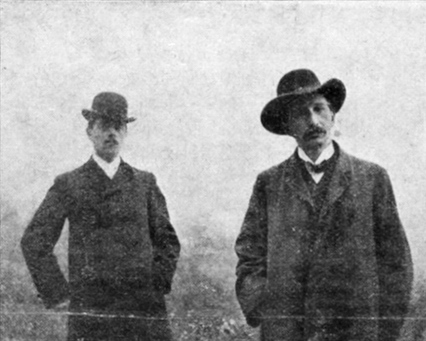
Alfred Mombert et Emanuel Lešehrad à Prague, 1906.

Issu d'une famille juive, il est le fils du négociant allemand Eduard Mombert et de son épouse Hélène Gombertz. L'économiste Paul Mombert (de) est son cousin. En 1890, il passa son baccalauréat à Karlsruhe puis effectue son service militaire d'un an comme volontaire.
De 1891 à 1895, il étudie le droit aux universités de Heidelberg, Leipzig et Berlin. En 1896, il réussit son premier examen d'État à Heidelberg et obtint son doctorat un an plus tard sans thèse. Par la suite, il est stagiaire et assistant juridique et réussit son deuxième examen d'État en 1899. De 1899 à 1906, il est avocat à Heidelberg, où il réside jusqu'en 1940, puis quelques années à Munich (1909-1911), jusqu'en 1940. Après 1906, il abandonne son métier pour se consacrer à son œuvre littéraire,.
Parallèlement à ses activités littéraires, il se tourne vers la géographie, les études orientales et effectue de nombreux voyages, notamment en Italie et en Suisse, mais aussi en Egypte, Algérie, Grèce, Pays-Bas, Croatie, Maroc, Monaco, Norvège, Autriche, Portugal, Espagne, Suède, Syrie, Tchécoslovaquie et Tunisie. Il étudie de manière approfondie les mythologies anciennes nordique, orientale et indienne. Cette étude intense, ainsi qu'une étude soutenue des œuvres de Friedrich Nietzsche et une expérience visionnaire et déterminante de janvier 1894, jettent les bases d'une sorte de religion privée mythologique et cosmologique qu'il développe à travers sa poésie.

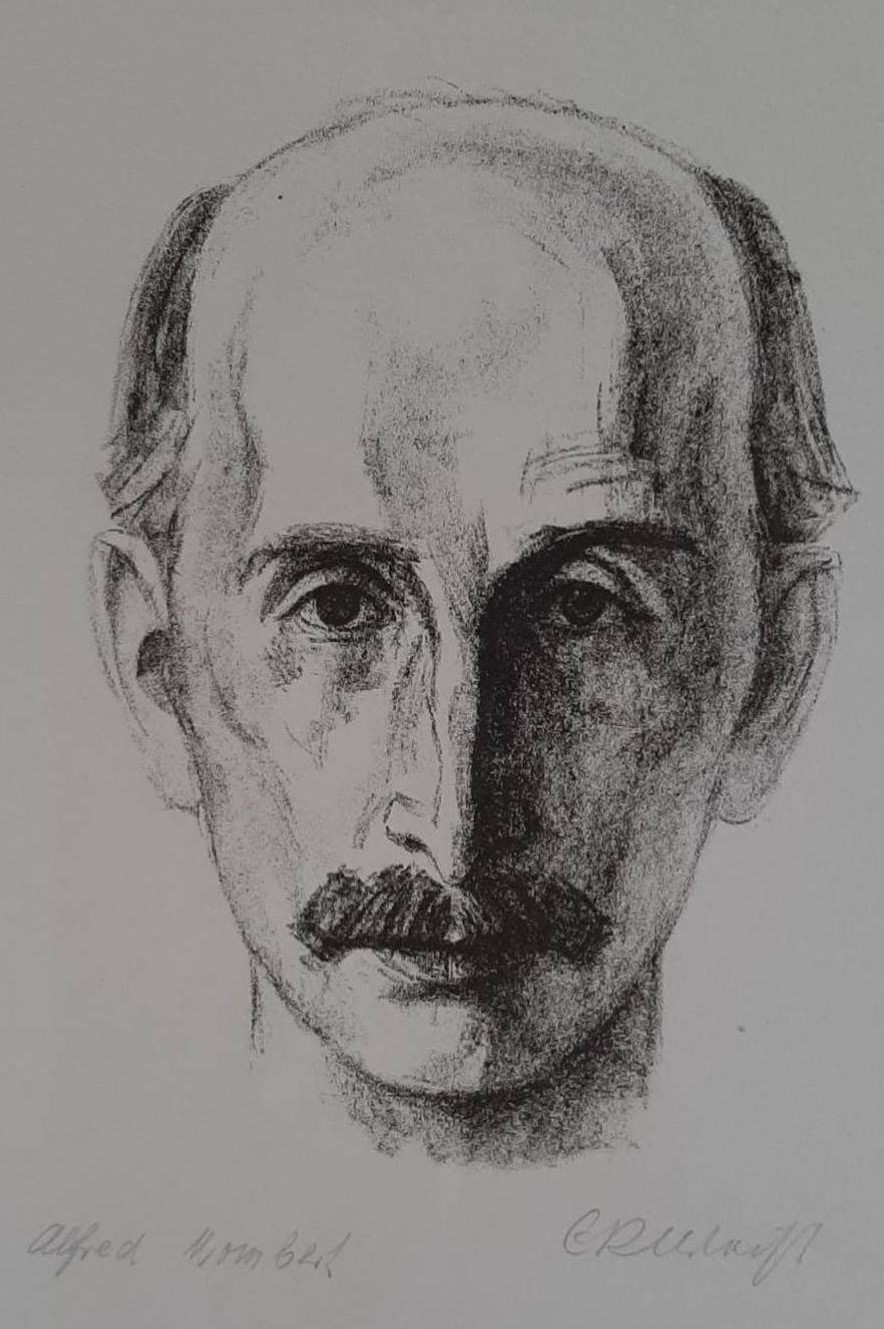
Alfred Mombert 1924, Lithographie d'Emil Rudolf Weiss.

Ses œuvres mythologiques et visionnaires sont appréciées par Friedrich Kurt Benndorf, Richard Benz, Martin Buber, Hans Carossa, Richard Dehmel, Herbert Eulenberg, Oskar Loerke, Alfons Paquet et Stanisław Przybyszewski, qui a traduit une partie de son œuvre en polonais. Mombert est un écrivain célibataire, vit une vie très isolée et solitaire, voyageant souvent seul. De 1939 jusqu'à sa mort, il vit avec sa sœur veuve Ella Gutman. Il est cependant ami avec d'autres artistes et écrivains de l'époque tels que : Hans Carossa, Ida Dehmel, Richard Dehmel, Martin Buber, Max Dauthendey, Herbert Eulenberg, Hermann Hesse, Gustav Landauer, Rudolf Pannwitz, Hans Reinhart, Emanuel Lešehrad, qui traduit une partie de son œuvre en tchèque, Hermann Haller, Karl Hofer, Arthur Zweiniger, Emil Rudolf Weiß, qui réalise un portrait de lui, et Gustav Wolf qui illustre la poésie de Mombert. Des lettres indiquent également que, malgré de grandes distances, Mombert entretenait une histoire d'amour avec une pianiste longtemps inconnue, sous le pseudonyme de Vasanta, identifiée depuis comme étant Charlotte Kaufmann (1880-1960). Il était également en correspondance régulière avec une chanteuse du nom de Gertrud Full, dont le répertoire comprenait une partie de sa poésie.

## Œuvres publiées
- Der Sonnengeist (1905).
- Éon, der Weltgesuchte (1907).
- Aeon vor Syrakus (1911).
- Der Himmlische Zecher (1909).
- Der Held der Erde (1919).
- Aeon Zwischen den Frauen (1920)[6].